# Shivakumara Swami
Shivakumara Swami (ur. 1 kwietnia 1907 w Veerapura, zm. 21 stycznia 2019 w Tumkur) – hinduski filantrop i działacz humanitarny.

## Życiorys
Założył stowarzyszenie Sree Siddaganga, które prowadzi ponad 125 instytucji edukacyjnych. W 2015 został odznaczony orderem Padma Bhushan. 1 kwietnia 2018 skończył 111 lat, jednak pozostał nadal aktywny zawodowo.